# Dušan Dančuo
Dušan Dančuo (Karlovac, 11. kolovoza 1923. – Beograd, 2009.) bio je popularni hrvatski izvođač starogradskih pjesama, romansa i šlagera druge polovine 20. stoljeća. Debitirao je na opatijskom festivalu 1953. godine s Nardellijevim skladbama da bi zatim redovito nastupao na festivalima tradicijskih pjesama Festivalu kajkavske popevke u Krapini i Slavonija te festivalu u Slavonskoj Požegi izvodeći pučki intonirane kompozicije. Kao pjevač snimao je za Radio-Zagreb i Jugoton gdje je ostvarivao značajne tiraže ploča postajući omiljenim pjevačem ljubiteljima tzv. stare škole u domaćoj zabavnoj glazbi, a radio je i kao tradicionalni pjevač po kavanama. Primjetno je da je u početku njegovao čisti i autentičan narodni izraz najviše u ruskim i mađarskim romansama i domaćim autohtonim starogradskim pjesmama naglašeno sentimentalnog stila da bi od 1980-ih uspostavom suradnje s producentom Darkom Lukačem unio svježiji, moderniji i lepršaviji prizvuk svojim pjesmama zadržavajući osnovnu prepoznatljivost žanra. Isticao se suptilnošću izvedbe u romansama i osjećajem za stil, formu i sadržaj pjesama tog danas gotovo posve izumrlog glazbenog žanra. Sin Žarko također je pjevač.

## Diskografija

### Singl-ploče
- „Snjeguljica i 7 patuljaka: Pjesma Vedrana i intermezzo”, uz orkestar Radio Zagreba (Churchill-Adamic), dirigent Bojan Adamic), J-6150, matrica 420  (šelak ploča iz 40-tih ili 50-tih), Jugoton
- „Na stazu lišće pada”/„Boungiorno tristezza” (šelak ploča iz 50-tih), Jugoton
- „Bijele ruže, nježne ruže”/„Kad ne bude mene više”, Jugoton, 1963.
- „Noćas nisu sjale”/„Kad prijatelji odu”, Jugoton, 1970.
- „Sonja, Sonja”/„Stara pjesma”, Jugoton, 1971.
- „Sviraj, sviraj Pišta Bači”/„Bolujem ja boluješ ti”, Jugoton, 1975.
- „Popevke sem slagal”/„Lepe ti je Zagorje zelene”, Jugoton, 1978.

### EP-ploče
- Popularne romanse 1, Jugoton, 1961.
- Popularne romanse 2, Jugoton, 1962.
- Popularne romanse 3, Jugoton, 1962.
- Otkada si tuđa žena, Jugoton, 1966.

### LP-ploče
- Teško mi je zaboravit tebe, Jugoton, 1971.
- Bijele ruže, nježne ruže, Jugoton, 1977.
- Ulicama kružim, Jugoton, 1980.
- Ja bih htio pjesmom da ti kažem, Jugoton, 1981.
- Teško je ljubit' tajno, Jugoton, 1983.
- Što će mi život bez tebe draga, Jugoton, 1983.

### CD izdanja
- Dunav Dunav tiho teče (sa Žarkom Dančuom), PGP RTS, 1997.

## Filmografija
- Ne naginji se van kao pjevač (1977.)
- Mediteransko putovanje (1962.)